# Ansaldo De Mari
Ansaldo De Mari (... – 1254) è stato un ammiraglio italiano.
Fu il capostipite del ramo còrso dei De Mari che dominarono il Capo Corso sino al XVIII secolo.

## Biografia
Il padre Angelerio, discendente da una delle più illustri famiglie genovesi, era stato console della Repubblica nel 1183 e quattro anni più tardi fu assassinato in una delle tante lotte che insanguinavano le fazioni dell'aristocrazia.
Anselmo De Mari ricoprì la carica di console nel 1214. In quello stesso anno fu coinvolto in una violenta lotta nel centro di Genova con famiglie rivali. Nel 1222 e nel 1229 ricoprì un importante incarico finanziario per conto della Repubblica. Nel 1231 fece parte dell'ambasceria genovese che incontrò l'imperatore Federico II a Ravenna. Fu poi nominato podestà di Parma nel 1233 e di Cremona nel 1239. 
In questi anni si avvicinò progressivamente al partito ghibellino sino ad essere nominato da Federico II Grande Ammiraglio del Regno di Sicilia nel 1241. Grazie a questa nuova carica De Mari divenne il più importante esponente della fazione ghibellina genovese. Il suo orientamento politico lo portò ben presto in rotta di collisione con la sua madrepatria, controllata dal partito guelfo. 
Il 3 maggio 1241 la flotta imperiale, comandata dal De Mari, sbaragliò quella genovese all'isola del Giglio. Dopo la battaglia, invece di sbarcare con i suoi uomini in Liguria, tentò di catturare il convoglio navale carico di merci provenienti dalle colonie genovesi in Oriente. Fallito questo tentativo cinse d'assedio Noli, alleata dei genovesi. La notizia dell'imminente arrivo di una flottiglia genovese, spinse il De Mari a prendere la direzione della Corsica. Resosi conto di non essere più inseguito dai genovesi, fece occupare Cervo e l'isola Gallinara, dopodiché tentò uno sbarco presso Genova venendo tuttavia respinto. Costretto alla ritirata, tentò invano di danneggiare alcune installazioni genovesi in Sardegna, dopodiché rientrò in Sicilia dove passò l'inverno.
L'anno seguente De Mari attaccò vari insediamenti ed installazioni genovesi in tutto il mar Ligure. Fece anche alcune puntate al porto di Genova cercando di scatenare un'insurrezione anti-guelfa. Le sue incursioni, verificatesi mentre sui confini della Repubblica premevano gli eserciti imperiali, ebbero tuttavia l'effetto di spaventare e compattare la popolazione genovese contro gli attacchi ghibellini. 

Entrato in rotta con i suoi viceammiragli pisani che gli rimproveravano mancanza di risolutezza contro la sua città natale, De Mari, al comando di una grande flotta, attaccò quindi la piazzaforte genovese di Portovenere. Una volta devastato il borgo, gli imperiali cercarono di espugnare il sovrastante castello non riuscendo però a portare a termine la missione e dovettero affrontarsi al largo della vicina isola del Tino con la flotta genovese accorsa prontamente.

Abbandonata Portovenere, De Mari si diresse verso Levanto, cingendola d'assedio. Anche qui però gli imperiali vennero respinti e costretti a riprendere il mare. Raggiunta Savona, cercò di attaccare direttamente Genova venendo però respinto ancora una volta e costretto alla ritirata verso Pisa e la Corsica. Nel settembre 1242 si ripresentò nuovamente davanti a Savona, dopodiché assediò Cogoleto e Arenzano, coadiuvato da alcune forze di terra.
Nel 1243 guidò una flotta ghibellina mandata in soccorso dell'alleata Savona, che da poco era stata sconfitta dai genovesi. La spedizione, formata da galee siciliane e pisane, non riuscì però a raggiungere l'obiettivo e fu costretta a rientrare alla base. L'anno seguente compì alcune azioni di pirateria contro le navi genovesi. Nel 1245 fu incaricato da Federico II di mettersi al servizio di quest'ultimo Enzo e di salpare per la Corsica e la Sardegna.
Specialmente in Corsica Da Mare raggiunse risultati considerevoli. Da un lato infatti riuscì a rafforzare la posizione dei ghibellini, dall'altro poté garantire alla sua famiglia il controllo diretto di alcune terre nella regione del Capo Corso. Questa piccola signoria era sorta rapidamente tra la fine del 1245 e l'inizio del 1246 sia con azioni belliche sia con il semplice acquisto, come l'acquisto dei castelli di Motti (Luri), Oveglia (Cagnano), Minerviu (Barrettali). Poco dopo Da Mare comprò dagli Avogari e dai Camilla tre castelli nell'estremo nord del Capo Corso, tra i quali spiccava quello di San Colombano, presso Rogliano. Negli anni successivi continuò ad acquisire nuovi territori sino a controllare un'area unificata ed omogenea nella Corsica settentrionale.
Negli ultimi anni della sua vita, dopo la morte di Federico II (1250) e complice anche il rasserenarsi delle relazioni tra i guelfi ed i ghibellini genovesi, Ansaldo poté anche rientrare in patria con il figlio Andreolo.